# Bagrichthys hypselopterus
Bagrichthys hypselopterus là một loài cá lăng được phát hiện tại Thái Lan, Indonesia và Malaysia. Chiều dài của loài cá này có thể đạt 40.0 cm và được đánh bắt thương mại.